# Umberto Betti
Umberto Betti OFM (ur. 7 marca 1922 w Pieve Santo Stefano – zm. 1 kwietnia 2009 w Fiesole) – włoski kardynał diakon, teolog dogmatyk, były rektor papieskich uczelni w Rzymie: Uniwersytetu Laterańskiego i Antonianum, franciszkanin.

## Życiorys
W 1937 wstąpił do Zakonu Braci Mniejszych, gdzie 31 grudnia 1943 złożył śluby wieczyste. 6 kwietnia 1946 został wyświęcony na kapłana.
W 1950 uzyskał doktorat z teologii na Papieskim Ateneum Antonianum (dziś: uniwersytet). Wykładał teologię dogmatyczną na franciszkańskich wydziałach teologicznych w Sienie i Fiesole. Odbył roczną specjalizację na Katolickim Uniwersytecie w Lowanium.
W 1961 został mianowany konsultorem komisji teologicznej przygotowującej Sobór Watykański II, a w 1963 - ekspertem na tym soborze. Czynnie uczestniczył w przygotowaniu konstytucji dogmatycznych Lumen gentium i Dei verbum.
W lipcu 1964 generał zakonu mianował go profesorem na Antonianum. Od tej chwili aż do 27 września 1995, kiedy przeniósł się do Alwerni, był członkiem wspólnoty Międzynarodowego Kolegium św. Antoniego. W latach 1966–1969 był dziekanem Wydziału Teologii na Antonianum, a w 1975–1978 rektorem tegoż ateneum. W latach 1991–1995 był rektorem Papieskiego Uniwersytetu Laterańskiego.
Współpracował z różnymi dykasteriami Kurii Rzymskiej, m.in. z Kongregacją Nauki Wiary, Sekretariatem Stanu i Kongregacją ds. Biskupów. Jest członkiem zwyczajnym Papieskiej Akademii Teologicznej oraz członkiem Komisji Wiara i Ustrój światowej Rady Kościołów. W 1995 Jan Paweł II przyznał mu Krzyż pro Ecclesia et Pontifice.
Na konsystorzu z dnia 24 listopada 2007 został przez papieża Benedykta XVI kreowany kardynałem; otrzymał tytuł diakona Santi Vito, Modesto e Crescenzia, a ze względu na podeszły wiek został zwolniony z obowiązku przyjęcia sakry biskupiej (nie miał również prawa udziału w konklawe).
Jest autorem wielu publikacji, m.in.: Summa de sacramentis Totus homo, La costituzione dommatica «Pastor aeternus» del Concilio Vaticano II, La dottrina sull'episcopato del Concilio Vaticano II, La dottrina del Concilio Vaticano II sulla trasmissione della rivelazione.
Zmarł w klasztorze św. Franciszka w Fiesole, gdzie spędził ostatnie lata życia.